# Veneguera
Veneguera es un barranco del término municipal de Mogán, en Gran Canaria, España. En él se sitúa Casas de Veneguera,  o simplemente Veneguera, pequeña población de 142 habitantes a 1 de enero de 2023. Se encuentra enclavada en el parque rural del Nublo.

## Playa de Veneguera
En la desembocadura del barranco se encuentra la playa del mismo nombre con 370 metros de largo y una anchura de 35 metros. Es una playa cómoda para el baño, con arena oscura además de cantos y grava, en un entorno natural y paisajístico muy agradable.